# Christiaan van Sleeswijk-Holstein-Sonderburg-Augustenburg (1798-1869)

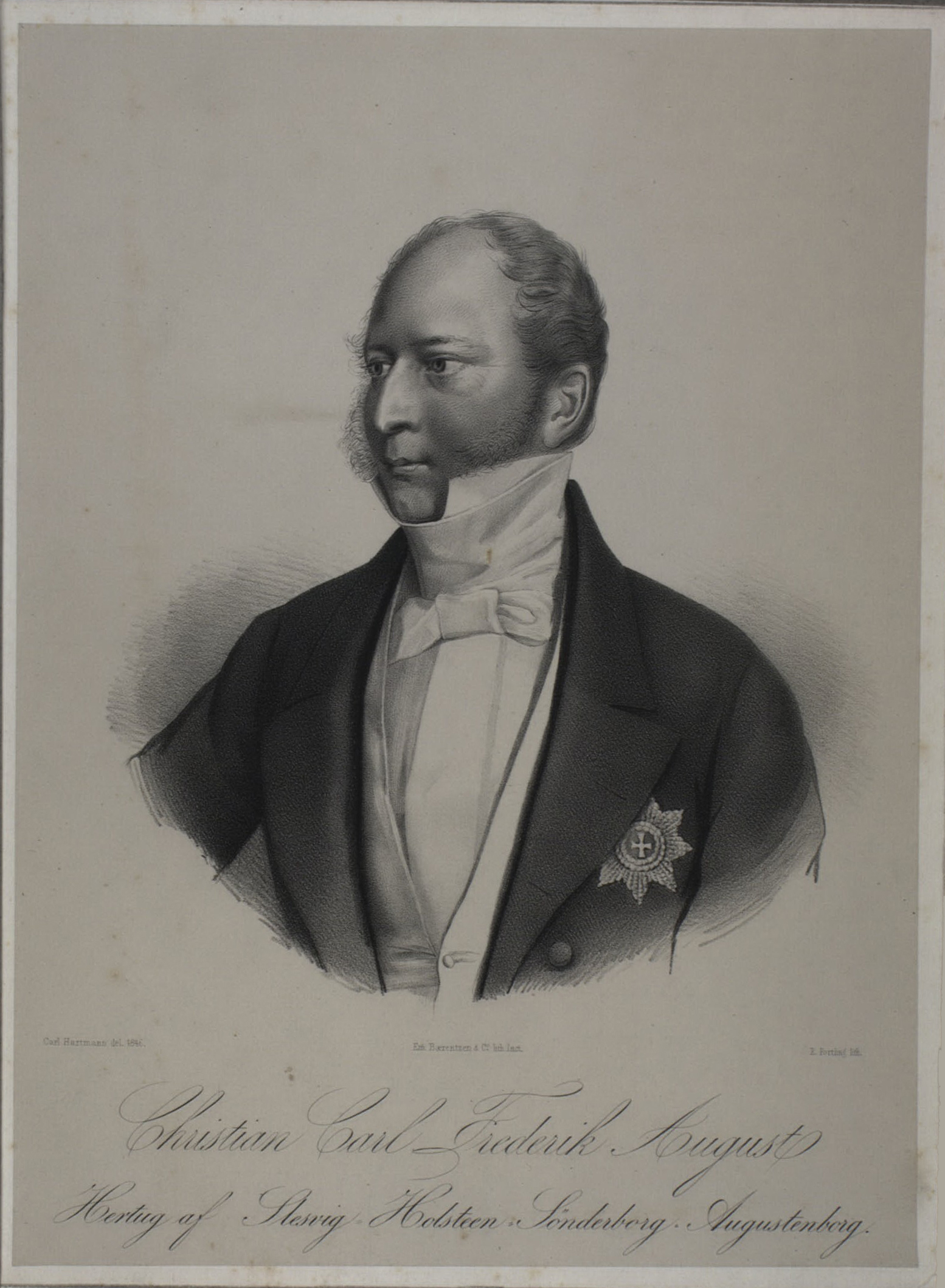
Christiaan August

Christiaan Karel Frederik August (Kopenhagen, 19 juli 1798 - Przemków, 11 maart 1869), hertog van Sleeswijk-Holstein-Sonderburg-Augustenburg, speelde als troonpretendent in de hertogdommen Sleeswijk en Holstein een rol in de Sleeswijk-Holsteinse kwestie.

## Leven
Hij was de zoon van hertog Frederik Christiaan II en Louise Augusta van Denemarken, dochter van Christiaan VII. Na een goede opleiding te hebben genoten maakte hij in 1817-1820 met zijn jongere broer Frederik van Noer verschillende lange reizen. In 1820 trad hij in het huwelijk met Lovisa-Sophie gravin Daneskjold-Samsöe, waarna hij teruggetrokken op zijn landgoederen in Sleeswijk leefde.
Als hoofd van de Sonderburg-Augustenburgse tak van het Huis Oldenburg was hij, indien de oudere tak van het Deense koningshuis zou uitsterven, troonopvolger in Sleeswijk en Holstein. Toen naar aanleiding van Deense plannen de hertogdommen volledig in te lijven in Sleeswijk en Holstein een Duitse opstand uitbrak, schaarden Christiaan en Frederik zich in de hieruit voortvloeiende Eerste Duits-Deense Oorlog (1848-1852) aan Duitse zijde. Prins Frederik stond aan het hoofd van de provisorische regering aldaar, Christiaan zelf speelde geen al te prominente rol. Nadat de Deense heerschappij in de hertogdommen was hersteld, werd Christiaan uit het Deense koningshuis verbannen. Toen Denemarken ook zijn stamgoederen dreigde te annexeren, stond hij deze onder druk van Rusland en Pruisen tegen een vergoeding van 2.250.000 taler af. Tevens beloofde hij de troonopvolging in Denemarken, waar zijn rivaal Christiaan van Sleeswijk-Holstein-Sonderburg-Glücksburg beoogd opvolger was, niet tegen te werken. Zijn aanspraak op Sleeswijk en Holstein droeg hij in 1863 over aan zijn zoon Frederik.
Hij stierf in 1869 te Przemków in Neder-Silezië, waar hij na het afstaan van zijn stamgoederen grond had gekocht.

## Kinderen
Christiaan en Lovisa-Sophie Daneskjold-Samsöe hadden de volgende kinderen:
- Alexander Frederik Willem Christiaan Karel August (1821-1823)
- Louise Augusta (1823-1872)
- Frederieke Marie (1824-1872)
- Caroline Amelia (1826-1901)
- Wilhelmina (1828-1829)
- Frederik Christiaan August (1829-1880)
- Frederik Christiaan Karel August (1831-1917)
- Henriëtte Elisabeth (1833-1917)